# Estanciero (juego)
El Estanciero es un juego de mesa basado en el Monopoly. El juego se vende en Argentina desde 1942, publicado por Lugano Toys.
El tablero numerado está organizado en provincias argentinas (Formosa, Río Negro, Salta, Mendoza, Santa Fe, Tucumán, Córdoba y Buenos Aires) que están divididas a su vez en distintas zonas (Sur, Centro y Norte).
El objetivo del juego es comprar una a una las zonas para completar las provincias y, una vez completas, agregarles chacras o estancias, que aumenten el valor del alquiler que debe pagar aquel jugador que pase por allí. También se pueden comprar compañías (ingenio, compañía petrolera y bodega) cuyo impuesto por pasar es de: "teniendo 1 compañía: 100 veces lo que indiquen los dados", "teniendo 2 compañías: 200 veces lo que indiquen los dados" y "teniendo 3 compañías: 300 veces lo que indiquen los dados".
Además, es posible adquirir ferrocarriles. En este caso al pasar se pagará: "teniendo 1 ferrocarril $500", "teniendo 2 ferrocarriles $1000", "teniendo 3 ferrocarriles $2000" y "teniendo 4 ferrocarriles $4000". Al completar todas las zonas se obtiene la provincia, luego se pueden comprar las chacras (los precios de las mismas están en las tarjetas de escritura).
Las chacras se colocan en las distintas zonas o campos de la provincia (sur, centro y norte) sin necesidad de caer en dicha casilla para poner algo sino que solo debe ser el turno del jugador. Luego con cuatro chacras obtenidas, se puede obtener una estancia (4 chacras más el pago de la estancia que indica la tarjeta de escritura).
En cada campo se puede colocar chacras, el máximo es cuatro por zona (campo) y no puede haber diferencia de dos entre los campos. Por ejemplo: en una zona puede haber una chacra, en otra dos y en otra tres; pero no puede haber: en una zona una chacra y en otra tres; ni puede haber una chacra en una zona, dos en otra y 4 en otra. Si se posee el dinero, se puede comprar una estancia directamente (es más cara).
Respecto de la largada, los campos más lejanos son los más caros, como es el caso de Bs. As. y Córdoba. Por esto, el alquiler que cada jugador paga si cae en ese casillero al quien que lo posee es más caro. Los precios del alquiler varían si el campo posee chacras, estancias o no (campo solo), y estos precios se encuentran al dorso de las tarjetas de escritura.

## Instrucciones
Para 3 o 6 jugadores a partir de los 10 años.

## Contenido
1 Tablero de juego, 6 peones (uno de cada color), 28 tarjetas (escrituras), 32 tarjetas (suerte y destino), 32 chacras, 12 estancias, 2 dados y billetes de diferentes valores y colores.
Cada una de las tarjetas deben ser levantadas cuando se le indique en el tablero.

## Objetivo
A partir de una cantidad de billetes facilitados por el Banco durante el juego, se van adquiriendo zonas, chacras, estancias, ferrocarriles y compañías. Los participantes podrán hacer transacciones entre sí en el transcurso del juego (alquileres, arrendamientos, etc.). El juego finaliza al quedar alguno de los participantes, dueño de todas las provincias o propiedades.
No se pueden hacer alianzas.

### Preparación
• Si hubiera más de 6 participantes, uno puede hacer de banquero. Caso contrario otro jugador hará de banquero también.
• El banco entrega a cada jugador 35.000 en billetes de distintos valores. Cada participante colocará sus billetes delante de él, separándolos por valores. Los restantes billetes quedan en el banco para responder las transacciones.
• Si juegan menos de 5 personas conviene repartir más billetes a cada jugador.
• Para determinar quien comienza el juego, se tiran los dados y quien saque el número más alto iniciará el mismo.

### El juego
• Se arrojan los dados y comenzando desde la Salida se adelanta con el peón tantas casillas como muestran los dados.
• Si en los dados salen números iguales, (dos 1 o dos 4, etc.) una vez hecho el movimiento de adelantar y efectuadas las transacciones que indique la casilla a la que ha llegado, vuelve a tirar los dados, pudiendo esto repetirse dos veces, pero si sucediera una tercera tiene que ir a la cárcel.

### Compra de Provincias
• Cuando un jugador llega a una Provincia (Zona norte, Centro, o Sur) Ferrocarril, o Compañía, puede comprarlo al Banco por el valor indicado en el tablero de juego, siempre y cuando no hayan sido adquiridos. Conviene hacer la mayor cantidad de adquisiciones posibles. Ante una compra el Banco entregará la correspondiente Escritura.
• Si un jugador llega a una zona de provincia, compañía o ferrocarriles propiedad de otro jugador, tiene que pagar alquiler de acuerdo a lo indicado en la “escritura” del mismo (ver Hipoteca).
• Si el propietario no reclama el alquiler de su propiedad antes de que los dados hayan sido tirados nuevamente, pierde el derecho de cobrar.

### El tablero
• El tablero de juego ha sido dividido en 42 casillas en las que aparecen las Zonas, Ferrocarriles y Compañías, etc
El tablero está ordenado así:
| Provincia                           | Precio |
| ----------------------------------- | ------ |
| Formosa Zona Sur                    | 1.000$ |
| Formosa Zona Centro                 | 1.000$ |
| Formosa Zona Norte                  | 1.200$ |
| Río Negro Zona Sur                  | 2.000$ |
| Río Negro Zona Norte                | 2.200$ |
| Compañía Petrolera                  | 3.800$ |
| Salta Zona Sur                      | 2.600$ |
| Salta Zona Centro                   | 2.600$ |
| Ferrocarril General Belgrano        | 3.600$ |
| Salta Zona Norte                    | 3.000$ |
| Bodega                              | 3.800$ |
| Mendoza Zona Sur                    | 3.400$ |
| Ferrocarril General San Martín      | 3.600$ |
| Mendoza Zona Centro                 | 3.400$ |
| Mendoza Zona Norte                  | 3.800$ |
| Ferrocarril General Bartolomé Mitre | 3.600$ |
| Santa Fe Zona Sur                   | 4.200$ |
| Santa Fe Zona Centro                | 4.200$ |
| Santa Fe Zona Norte                 | 4.600$ |
| Ferrocarril General Urquiza         | 3.600$ |
| Tucumán Zona Sur                    | 5.000$ |
| Tucumán Zona Norte                  | 5.400$ |
| Ingenio                             | 5.000$ |
| Córdoba Zona Sur                    | 6.000$ |
| Córdoba Zona Centro                 | 6.000$ |
| Córdoba Zona Norte                  | 6.400$ |
| Buenos Aires Zona Sur               | 7.000$ |
| Buenos Aires Zona Centro            | 7.000$ |
| Buenos Aires Zona Norte             | 7.400$ |

### Zonas: Provincias (Norte, Centro, Sur)
• Cada una de estas tiene su correspondiente escritura en la que figuran los alquileres de Campos, Chacras y Estancias. La venta de Chacras y Estancias es exclusiva entre el Propietario y el Banco, no así las escrituras de propiedades que también pueden ser vendidas y compradas directamente entre los jugadores.

### Ferrocarriles y Compañías
• Ver las indicaciones de las escrituras de las mismas.

### Suerte o Destino
• Cuando un jugador llega a una casilla con la denominación Suerte o Destino tiene que levantar la tarjeta correspondiente y luego de cumplir lo que indica, volverá a poner la misma debajo del mazo. En caso de que toque una tarjeta de retroceder "3" casilleros y caer en la propiedad de otro jugar se debe abonar lo indicado en la tarjeta de la propiedad.

### Premios e Impuestos
• Estos son cobrados o pagados por el Banco. El jugador que olvida pedir el pago de los Premios del Banco antes de que los dados vuelvan a ser tirados pierde el derecho a cobrarlos.

### Comisaría
• Un jugador preso tiene que permanecer en la casilla comisaría 
•si cae en la casilla no se le considera preso

### Descanso
• Al llegar a esta casilla, el jugador tiene derecho, si así lo desea, a quedarse por dos turnos, siempre que no saque doble en los dados. Es condición avisar antes de tirar los dados los deseos de quedarse.

### Libre Estacionamiento
•  Está casilla no tiene otro significado que el expuesto en la misma, no dado derecho a quedarse, en el estacionamiento no se paga si se cae en las provincia del participante en el casillero

### Doble en Dados
• Quien saca doble en los dados juega de nuevo. Si se repite tres veces seguidas tiene que ir preso por abuso. No tira nuevamente hasta que llegue su turno y deberá devolver toda aquella cuenta que cobró del banco

### Banco
• Al iniciarse el juego, el Banco es propietario exclusivo de las Zonas, Ferrocarriles, Compañías, Estancias y Chacras. Estos pueden adquirirse a los precios indicados en el tablero o en las escrituras (chacras o estancias).El Banco tiene la obligación de facilitar valores en Hipotecas sobre Campos, Ferrocarriles y Compañías a los que lo soliciten por la cantidad indicada al dorso de las Escrituras, cobrando, el 10% de interés por adelantado.

### Chacras
• Las Chacras están representadas por 32 fichas (tipo casa) que conforman este juego. Estas son propiedades que adquiridas y colocadas sobre los Campos (Zonas) aumentan el valor a favor del Propietario siendo posible adquirirlas solo del Banco. Para poder adquirir Chacras es necesario tener una provincia completa ya sea que la posea un mismo jugador o en forma colectiva. Los Ferrocarriles y Compañías no pueden ser poblados por Chacras o Estancias. Las Chacras se ponen sobre los Campos (Zonas), siendo permitido solo una Chacra más en unos Campos, que en otros del mismo Propietario.(ej. si se tiene CBA: se pueden poner 2 chacras en cada campo, 2 en zona norte, 2 en zona centro y 2 en zona sur. si se adquieren 2 chacras más, no se pueden poner esas 2 chacras en zona norte o centro o sur. se tiene que poner una en cada uno de los campos. esto es para que no aumente significativamente el valor de un solo campo sino que aumente paulatinamente en todos.)
• No se pueden tener 4 Chacras en un campo y dos en otro, pero si 4 en uno y 3 en otro. No se pueden tener más de 4 chacras en un campo. El valor de las chacras está en las escrituras.

### Estancias
• Están representada por 12 fichas (tipo casa) de un tamaño mayor a las Chacras y de otro color. Para tener una Estancias en un Campo hay que tener primeramente 4 Chacras.
• Si un jugador posee suficiente capital puede comprar Estancias sin necesidad de haber comprado Chacras previamente. No se puede tener más de una estancia por campo. Al adquirir una estancia se le devuelven al banco las chacras existentes como parte de pago y además, la diferencia que corresponde.
• Nota: Teniendo problemas financieros, uno puede venderle al Banco, chacras y estancias, pero solo a la mitad del valor pagado.

### Falta de Chacras y Estancias
• En caso de que estas no alcancen para cubrir las demandas, el jugador que tiene el turno tiene preferencia.

### Venta de Propiedades
• Los campos, ferrocarriles y compañías pueden ser comprados y vendidos entre los jugadores. Este aclara cuanta cantidad es mínima para la venta del mismo , no así las chacras y estancias que solo pueden ser vendidas nuevamente al Banco y a la mitad de su valor.

### Hipoteca
• El Banco es el único que puede facilitarle billetes a los jugadores y al valor indicado al dorso de las escrituras. Las Chacras y Estancias no son hipotecables. Si un Campo hipotecado es vendido a otro jugador, este abonará el 10% de intereses al Banco en el momento de la transacción y si no levanta la hipoteca inmediatamente, tendrá que pagar nuevamente el 10% al deshipotecar. Sobre los Campos, Ferrocarriles y Compañías no se percibe alquiler.No se puede comprarle al banco una hipoteca de otro jugador

### Falta de Billetes
• Si a un jugador le faltan billetes para pagar alquileres o impuestos tendrá que vender primeramente sus estancias o chacras al Banco, hipotecar sus propiedades o entregar estas al acreedor.
• No se permite prestarse billetes entre los jugadores.
• Si después de vender sus propiedades a un jugador, de todos modos no le alcanza, es declarado en quiebra y debe abandonar el juego.

### Ayuda de jugadores
• Se prohíbe ayudar a los jugadores recordándoles el cobro de premios. Quien intente hacerlo pagará una multa de $800 al Banco.

### Remate
• Si un jugador tuviera que darle al Banco una escritura en forma de pago, este pondrá la misma en remate, adjudicándola al mejor postor. Si un jugador quiere rematar sus escrituras para contar con un mayor valor para el pago de alquileres puede hacerlo por medio del banquero.

### Para acortar la duración del juego
• Aunque el juego pierde algo de interés, puede repartirse mayor cantidad de valores a cada jugador, o repartir Escrituras al comenzar el juego.

## Casilleros especiales

### Descanso
El jugador tiene derecho a quedarse en este casillero durante 3 turnos si así lo desea, siempre y cuando no saque doble en los dados.

### Estacionamiento libre
En apariencia, este casillero no posee especialidad alguna. A diferencia del casillero Descanso, este no permite permanecer en él por más de un turno. Al turno siguiente se debe tirar los dados y continuar normalmente.

### Marche Preso
Al caer en este casillero, el jugador inmediatamente debe moverse hacia el casillero Comisaría y no podrá salir hasta haber pagado la fianza de $1000, sacar doble en los dados o bien utilizar las tarjetas de suerte o esperar los siguientes 3 turnos, el jugador preso no podrá cobrar alquiler de sus propiedades

### Comisaría
Un jugador preso debe moverse hacia este casillero. Si un jugador cae en este casillero no se lo considera PRESO aún cobrando sus propiedades

## Tarjetas de destino y suerte
El juego cuenta con 32 tarjetas (16 de destino y 16 de suerte) que pueden lograr que el jugador pierda o gane dinero, tenga que moverse hacia un determinado casillero, marchar preso a la comisaría de policía, deba pagar dinero a otros jugadores, etc. Algunas tarjetas (como la utilizada para salir de la prisión) solo pueden ser utilizadas una vez.

## Premios e impuestos
Existen casilleros que indican al jugador que debe pagar o cobrar determinada cantidad de dinero. Estas transacciones se realizan entre el banco y el jugador. El banco deberá darle cambio al jugador si este lo desea.